# Agrolândia
Agrolândia, amtlich Município de Agrolândia, ist eine brasilianische Kleinstadt im Bundesstaat Santa Catarina. Sie liegt etwa 130 km von Blumenau und 274 km von der Hauptstadt Florianópolis entfernt. Agrolândia liegt im Alto Vale do Itajaí, auch Vale Europeu genannt, auf einer Höhe von 364 Metern. Die Bevölkerung wurde zum 1. Juli 2021 auf 11.160 Einwohner geschätzt, die Agrolandenser (agrolandenses) genannt werden. Statistisch ergibt sich bei einer Fläche von 207,554 km² eine Bevölkerungsdichte von 44,9 Einwohner/km². Der Name bedeutet Landwirtschaftsstadt und kennzeichnet den früheren Haupterwerbszweig, heute liegt der Industriesektor an erster Stelle. Sie liegt an 129. Stelle der 295 Munizips von Santa Catarina.

## Geschichte
Die Stadt Agrolândia hatte zwei verschiedene Phasen der Kolonisation. Im Jahr 1911 kamen zwei Brüder aus der Stadt Lages (Ricardo und Domingos Alves Paes). Sie begannen mit der Entwaldung und der Anpflanzung von Mais und Bohnen. Es wird von einigen Konflikten mit Indianern, die in der Nähe lebten, berichtet. Im Jahr 1913 verlegte die Familie Paes Alves ihren ständigen Wohnsitz nach Agrolândia. 
Ab 1916 kamen weitere Familien zur Kolonisierung in den Ort, der damals Trombudo Alto (großer Rüssel), genannt wurde. Dies wohl deswegen, weil der Fluss Rio Trombudo zahlreiche Kurven besitzt und von daher einem Rüssel ähnelt. Die Ersterwähnung von „Trombudo“ (Serra do Trombudo) war am 5. Mai 1791 in einem Schreiben an den Gouverneur des Kapitanats São Paulo Bernardo José de Lorena. Bereits 1880 waren deutsche Einwanderer nach Rio do Sul gelangt, zu dem das Territorium gehörte. Die Pioniere in Agrolândia waren u. a. John Will, Eduardo Will, Otto Zwick, Otto und Leopoldo Prochnow. Später kamen italienische Einwanderer hinzu. Der Ort ist heute noch von den deutschstämmigen Einwanderern geprägt.
Im Jahre 1957 wurde Trombudo Alto zu einem Bezirk (Distrito de Trombudo Alto) von Rio do Sul, dann 1958 von Trombudo Central, und am 12. Juni 1962 wurde die Stadt gegründet, die dann per Gesetz Nr. 831 den Namen Agrolândia erhielt. Die Umsetzung dieser Namensänderung wird am 25. Juli jedes Jahr als Stadtfeiertag begangen.

## Geographie
Das Biom ist der Mata Atlântica, durch den Ort fließt in nord-südlicher Richtung der Rio Trombudo, der in den Rio Itajaí do Oeste entwässert. Das Gebiet ist hügelig und bewaldet. Das Klima ist nach der Klimaklassifikation Köppen-Geiger subtropisch Cfa.
Umliegende Orte sind Agronômica, Atalanta, Petrolândia, Otacílio Costa, Braço do Trombudo und Trombudo Central.

## Stadtverwaltung
Erster Stadtpräfekt (Bürgermeister) wurde der 1905 geborene Warenhändler Adolfo Hedel. Bei der Kommunalwahl 2016 wurde für die Amtszeit 2017 bis 2020 Urbano José Dalcanale des Partido do Movimento Democrático Brasileiro (PMDB) gewählt. Für die Amtszeit von 2021 bis 2024 löste ihn bei den Kommunalwahlen in Brasilien 2020 José Constante von den Progressistas (PP) ab. Die Legislative liegt bei einem Stadtrat (Câmara de Vereadores) aus neun gewählten Stadtverordneten.
Agrolândia bildet nur einen Verwaltungsdistrikt mit Sitz im Centro, dazu gehören noch Bairro São João, Bairro São João, Bairro Três Barras, Bairro Siegel, Bairro Ipiranga und die ländlichen Siedlungen auf dem rund 208 km² großen Territorium verteilten Serra dos Alves, Carrapatos, Serra Velha, Ribeirão Garganta, Rio Novo, Ribeirão das Pedras, Rio Bonito, São João, Ribeirão Xaxim, Ribeirão do Tigre, Valada do Tigre, Barra do Tigre und Pitangueira.

## Infrastruktur
Erreichbar ist Agrolândia über die Bundes- und Landesstraßen BR-470, SC-426 und aus östlicher Richtung über die SC-481. Neben der Landwirtschaft wird auch Tourismus entwickelt, so gehört es zu der als Caminhos do Alto Vale bekannten Tourismusregion. Statistisch-geographisch gehörte der Ort bis 2017 zur Mikroregion Rio do Sul und diese zur Mesoregion Vale do Itajaí.
Der HDI liegt bei 0,725 und gilt als hoch.